# Jan Persson (friidrottare)
Jan Persson, född den 1 juli 1961 i Hagfors, är en svensk före detta friidrottare (medeldistanslöpare). Han tävlade för Föllinge IK, Trångsvikens IF och  Mälarhöjdens IK.
Vid VM i friidrott 1983 deltog han på 1 500 meter där han kom åtta i sitt försöksheat (tid 3:43.83) och slogs ut. Jan bor nu i Östersund, han har två små pojkar som heter Jonatan och Isak. 